# Lăng Hiệp Hòa
Lăng Hiệp Hòa là lăng mộ của vua Hiệp Hòa, hoàng đế thứ 6 của triều Nguyễn. Lăng nằm cách Kinh thành Huế 7 km về phía Tây Nam, tọa lạc ở khu vực đồi thông núi Tam Thai thuộc phường An Tây, thành phố Huế.

## Lịch sử
Ngày 30 tháng 10 năm Quý Mùi (tức ngày 29 tháng 11 năm 1883), vua Hiệp Hòa bị hai đại thần là Tôn Thất Thuyết và Nguyễn Văn Tường phế truất và đưa đến nhà Hộ Thành, ép uống thuốc độc tự tử rồi giao cho Phủ Tôn nhân chôn cất theo nghi thức Quốc Công.
Vì là phế đế nên vua Hiệp Hòa không được thờ trong Thế Miếu, chỉ được chôn cất theo nghi thức Quốc Công nên lăng mộ hết sức đơn giản.
Năm 1891, vua Thành Thái truy phong cho ông làm Văn Lãng Quận vương (文朗郡王), thụy là Trang Cung (莊恭).
Sau 130 năm bị lãng quên, ngôi mộ đơn sơ của vua Hiệp Hòa đã được những người dân gốc Huế ở TP HCM và Đà Nẵng đã đứng ra vận động quyên góp để trùng tu lại thông qua Phòng Văn Lãng Quận Vương. Tháng 8 năm 2013, khu lăng mộ mới đã hoàn thành và được bàn giao lại cho cho con cháu nhà vua thuộc phủ Văn Lãng – Nguyễn Phước tộc.
Năm 2016, lăng được công nhận Di tích lịch sử cấp tỉnh.

## Đặc điểm
Khác với khu lăng mộ uy nghi, đồ sộ của các vị vua triều Nguyễn, khu lăng mộ vua Hiệp Hòa chỉ có diện tích khoảng 200m2.
Phần mộ của Vua chỉ vẻn vẹn chừng 30m2, có một mái che bằng ngói, 2 bậc thang bước lên, ở giữa là tấm bia nhỏ bằng xi măng khắc mấy dòng bằng chữ Quốc ngữ:
"Vua Hiệp Hòa tức Nguyễn Phúc Hồng Dật - Sinh ngày 24/9 năm Đinh Mùi (1/11/1847) - Mất ngày 30 tháng 10 năm Qúy Mùi (29/11/1883)".
Mặt sau của tấm bia có ghi bốn câu thơ bằng chữ Hán của vua Tự Đức, dịch nghĩa là:
"Em ta được mười bốn - Ham học thật ít người - Ngoại trừ Kiến Thụy Công - Nay chỉ còn Văn Lãng".
Phía sau nhà bia là cổng vào mộ có hai câu viết bằng chữ Hán. Câu bên phải là của vua Hiệp Hòa tự đánh giá về mình:
“Quý dĩ tiên hoàng quý tử tư chất tầm thường thật vạn bất can đương”, dịch nghĩa: “Là con út yêu quý của tiên hoàng có tư chất tầm thường không cam nổi ngai vàng”.
Câu bên trái là của Viện Cơ Mật:
“Kim nhật tất cầu xã tắc trường quân vô như Văn Lãng Công chi hiền”, dịch nghĩa: “Khen Văn Lãng Công hoàn tất tốt việc cúng tế ở đàn xã tắc”.
Phía sau bình phong có đắp nổi hình tượng lưỡng long tranh châu bằng sành sứ.
Khu lăng mộ hiện đã được trùng tu lại theo kiến trúc cung đình triều Nguyễn với đầy đủ các hạng mục, gồm: tẩm lăng, bi đình, sân bi đình, đường trung đạo, trụ biểu, bình phong, hiển long và ẩn long... đúng tiêu chuẩn của một khu lăng mộ của một bậc hoàng đế.